# Détecteur de radar Serrate
Le détecteur de radar Serrate, ou Serrate, était un dispositif allié pour la détection des radars et pour le radioguidage. Il était utilisé par les chasseurs de nuit alliés pour localiser et poursuivre les chasseurs allemands équipés d'un radar Lichtenstein au cours de la Seconde Guerre mondiale.

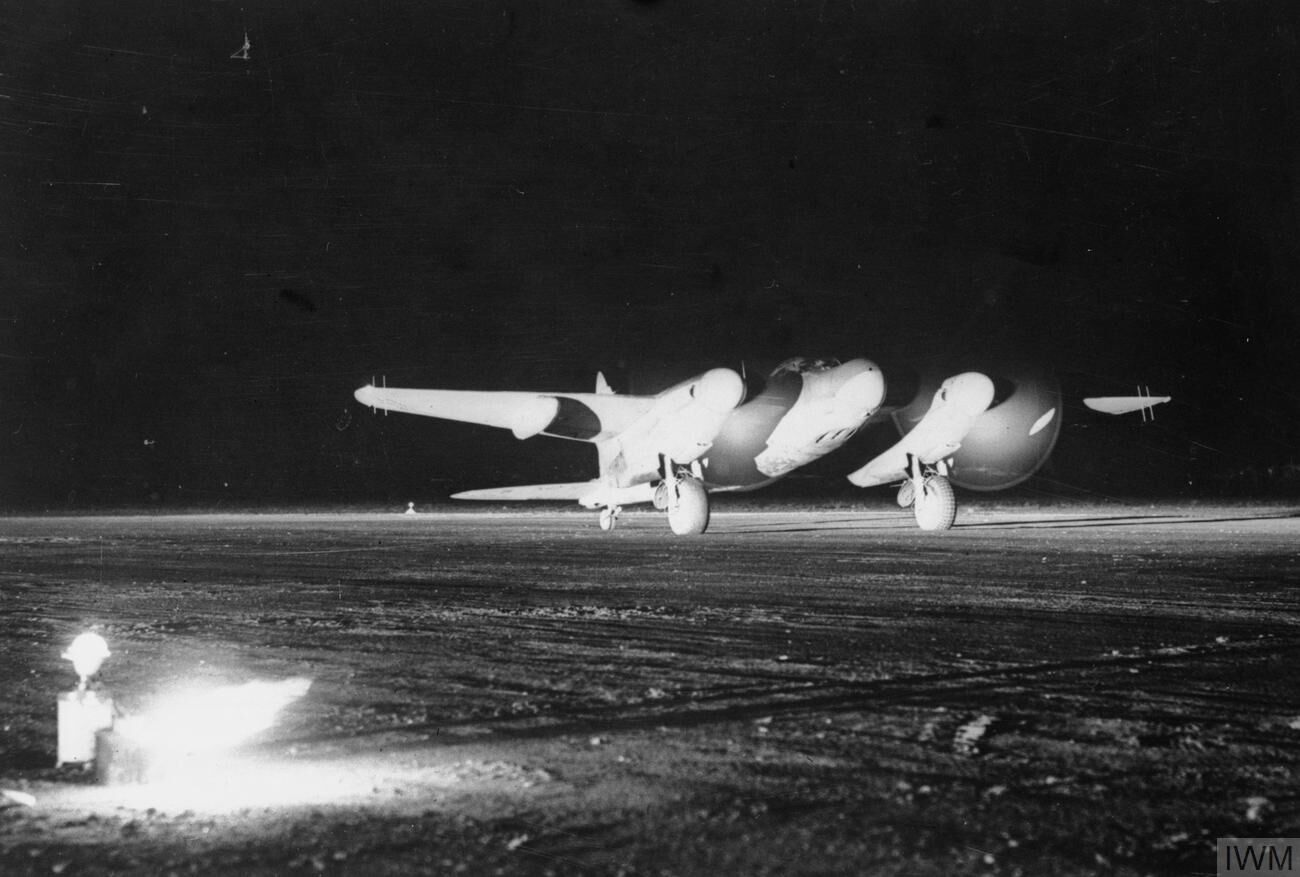
Mosquito, version chasseur de nuit. Foggia, 1944.

## Historique
L'équipage d'un chasseur de nuit Junkers Ju 88 allemand conduit par l'Oberleutnant Herbert Schmid (en) du Nachtjagdgeschwader 3 équipé de ce qui alors le plus récent radar FuG 202 Liechtenstein BC A.I fait défection vers l’Écosse le 9 mai 1943. Son étude permit la conception du détecteur de radar Serrate.
Le No. 141 Squadron RAF, commandé par le Wing Commander John Randall Daniel Braham et volant sur Bristol Beaufighter, débuta par des opérations en Allemagne du 14 juin au 7 septembre 1943 en support des bombardements stratégiques. On compte 179 sorties avec 14 chasseurs ennemis abattus pour trois avions perdus.
La technique, mise au point par la RAF, consiste à intégrer des chasseurs de nuit au bomber stream en imitant le vol d'un bombardier lourd jusqu'à ce que leur Serrate détecte les émissions radar d'un chasseur de la Luftwaffe venant vers eux. L'opérateur radar donne alors des consignes au pilote pour amener le chasseur ennemi à 6 000 pieds (environ 2 000 m) derrière. À ce moment, le Beaufighter exécute un virage rapide pour se retrouver à l'arrière du chasseur allemand où il est alors en position pour l'abattre.
Le Serrate a aussi été embarqué par de nombreux De Havilland Mosquito.
Le No. 141 Squadron RAF est transféré au No. 100 Group RAF à la fin de l'année 1943. Au cours d'une bataille aérienne au-dessus de Berlin dans la nuit du 16 au 17 décembre 1943, un Mosquito dont l'équipage était constitué du chef d'escadrille F. Lambert et de l'officier de vol K. Dear, est à l'origine — en endommageant un Bf 110 par un tir au canon — du premier succès du Bombers command dans une opération guidée par le Serrate. L'offensive des chasseurs de nuit équipés du Serrate n'était que la prémisse d'opérations beaucoup plus importantes menées par les spécialistes du No. 100 Group RAF en 1944 et 1945.